# Insurgencia fedayín palestina
La insurgencia fedayín palestina fue un conflicto armado transfronterizo, ocurrido entre 1949 y 1956, en el que participaron Israel y militantes palestinos, principalmente de la Franja de Gaza, bajo el control nominal del Protectorado de toda Palestina., un estado palestino cliente de Egipto declarado en octubre de 1948, que se convirtió en el punto focal de la actividad fedayín palestina.  El conflicto fue paralelo al  conflicto fue paralelo al fenómeno de la infiltración palestina. Cientos de personas murieron en el curso del conflicto, que disminuyó después de la Guerra de Suez de 1956.
Los fedayines, que surgieron entre los refugiados palestinos que fueron expulsados de sus aldeas como resultado de la guerra árabe-israelí de 1948,  a mediados de la década de 1950 comenzaron a montar operaciones transfronterizas hacia Israel desde Siria, Egipto y Jordania. Las primeras infiltraciones se hicieron a menudo para acceder a las tierras y productos agrícolas que los palestinos habían perdido como resultado de la guerra, para luego pasa a atacar objetivos militares y civiles. Los ataques que los fedayines en la frontera con Gaza y el Sinaí tuvieron como resultado, una serie de acciones de represalia, generalmente apuntando a los fedayines, pero afectando a la población civil, lo que a su vez provocó que se agudizará la violencia.

## Trasfondo
La infiltración palestina se refiere a numerosos cruces de frontera por parte de palestinos, considerados ilegales por las autoridades israelíes, durante los primeros años del estado israelí. La mayoría de lxs participantes eran refugiados que intentaban regresar a sus hogares, recuperar sus pertenencias que habían abandonado durante la guerra y recoger las cosechas de sus antiguos campos y huertos dentro del nuevo estado israelí. Como resultado, entre 30,000 y 90,000 refugiados palestinos regresaron a Israel. Meron Benvenisti afirmó que en Israel se ocultó el hecho que los "infiltrados" eran en su mayoría antiguos habitantes del país, regresando por razones económicas y sentimentales, por que se temía que esto pudiera llevar a una justificación de sus acciones.

## Cronología

### Primeros ataques
Según Yeshoshfat Harkabi (exjefe de la inteligencia militar israelí), las primeras infiltraciones fueron "incursiones" limitadas, motivadas inicialmente por razones económicas, como el cruce de la frontera hacia Israel por parte de palestinos para cosechar cosechas en sus antiguos pueblos. Poco a poco, se fueron convirtiendo en robos violentos y ataques "terroristas" deliberados a medida que los fedayines reemplazaban a los civiles.
La primera incursión de los fedayines palestinos pudo haber sido lanzada desde territorio sirio en 1951, aunque la mayoría de los ataques entre 1951 y 1953 se lanzaron desde territorio ocupado por Jordania.

## Operaciones de represalia
En 1953, el primer ministro israelí David Ben-Gurion encargó a Ariel Sharon, entonces jefe de seguridad de la Región Norte, la creación de una nueva unidad de comando, la Unidad 101, diseñada para responder a las infiltraciones fedayines. Después de un mes de entrenamiento, "una patrulla de la unidad que se infiltró en la Franja de Gaza como ejercicio, encontró palestinos en el campo de refugiados de al-Bureij, abrió fuego para rescatarse y dejó atrás a unos 30 árabes muertos y docenas de heridos". En sus cinco meses de existencia, la Unidad 101 también fue responsable de llevar a cabo los eventos de la noche del 14 al 15 de octubre de 1953, en la aldea palestina del mismo nombre. Israel llevó a cabo operaciones transfronterizas tanto en Egipto como en Jordania "para 'enseñar' a los líderes árabes que el gobierno israelí los veía como responsables de estas actividades, incluso si no las habían llevado a cabo directamente". Moshe Dayan sintió que la acción de represalia por parte de Israel era la única manera de convencer a los países árabes de que, por la seguridad de sus propios ciudadanos, debían trabajar para detener las infiltraciones fedayines. Dayan afirmó: "No podemos proteger a todos los hombres, pero podemos demostrar que el precio de la sangre judía es alto".
Los informes de las Naciones Unidas indican que entre 1949 y 1956, Israel lanzó más de diecisiete incursiones en territorio egipcio y 31 ataques contra ciudades o fuerzas militares árabes.

### Insurgencia patrocinada por Egipto
os términos del Acuerdo de Armisticio restringían el uso y despliegue de fuerzas armadas regulares por parte de Egipto en la Franja de Gaza. En consonancia con esta restricción, la solución del Gobierno egipcio fue formar una fuerza policial paramilitar palestina. La policía fronteriza palestina se creó en diciembre de 1952. La policía fronteriza quedó bajo el mando de ‘Abd-al-Man’imi ‘Abd-al-Ra’uf, ex comandante de la brigada aérea egipcia, miembro de la Hermandad Musulmana y miembro del Consejo Revolucionario. 250 voluntarios palestinos comenzaron a entrenarse en marzo de 1953, y otros voluntarios se presentaron para recibir entrenamiento en mayo y diciembre de 1953. Algunos miembros de la policía fronteriza fueron asignados a la oficina del Gobernador Militar, bajo el mando de ‘Abd-al-‘Azim al-Saharti, para proteger las instalaciones públicas en la Franja de Gaza.
Desde finales de 1954 en adelante, se organizaron operaciones fedayines a mayor escala desde territorio egipcio. El gobierno egipcio supervisó el establecimiento de grupos fedayines formales en Gaza y el noreste de la Sinaí. Se dice que el general Mustafa Hafez, comandante de la inteligencia del ejército egipcio, fundó unidades fedayines palestinas "para lanzar ataques terroristas a través de la frontera sur de Israel", asi siempre contra civiles.
En un discurso pronunciado el 31 de agosto de 1955, el presidente egipcio Nasser dijo:
Egipto ha decidido enviar a sus héroes, los discípulos del Faraón y los hijos del Islam, y ellos limpiarán la tierra de Palestina... No habrá paz en la frontera de Israel porque exigimos venganza, y la venganza es la muerte de Israel.
En 1956, las tropas israelíes entraron en Jan Yunis, en la Franja de Gaza controlada por Egipto, y realizaron búsquedas casa por casa en busca de fedayines palestinos y armamento. Durante esta operación, 275 palestinos fueron asesinados, y otros 111 murieron en las incursiones israelíes en el campo de refugiados de Rafah. Israel afirmó que estas matanzas fueron resultado de la "resistencia de los refugiados", afirmación que los refugiados negaron; no hubo víctimas israelíes.

## Guerra del Sinaí
Algunos creen que los ataques fedayines contribuyeron al estallido de la Crisis de Suez; Israel los citó como la razón para emprender la campaña del Sinaí de 1956. Otros sostienen que Israel "ideó mentiras y engaños en vísperas de la guerra... para darle a Israel la excusa necesaria para lanzar su ataque", como presentar a los periodistas un grupo de "fedayines capturados", que en realidad eran soldados israelíes.

### Narrativa de la insurgencia
El gobierno israelí cita hoy decenas de estos ataques como "importantes ataques terroristas árabes contra israelíes antes de la Guerra de los Seis Días de 1967".

## Víctimas
Según Martin Gilbert, entre 1951 y 1955, 967 israelíes murieron en lo que él califica de "ataques terroristas árabes", una figura que Benny Morris caracteriza como "pura tontería". Morris explica que las cifras de fatalidades de Gilbert son "3 a 5 veces más altas que las cifras dadas en los informes israelíes contemporáneos" y que parecen estar basadas en un discurso de 1956 de David Ben-Gurion en el que utiliza la palabra "nifga'im" para referirse a "víctimas" en el sentido amplio del término (es decir, tanto muertos como heridos).